# Зоны (Иркутская область)
Зоны (бур. Зуун-Модон) (спорно) — село в Аларском районе Усть-Ордынского Бурятского округа Иркутской области. Административный центр муниципального образования «Зоны».

## География
Расположено в 20 км к западу от районного центра — посёлка Кутулик.
Состоит из 11 улиц:
- Майская
- Молодёжная
- Новая
- Октябрьская
- Северная
- Советская
- Солнечная
- 40 лет Победы
- Трактовая
- Центральная
- Школьная

## Происхождение названия
По словам Матвея Мельхеева, название Зоны происходит от бурятского зуун — «сто» и модон — «дерево» (сто деревьев) или от бурятского зуун модон — «сто вёрст» («верста» в переводе на бурятский модо), то есть отдалённая, расположенная вдали местность. С появлением русских переселенцев топоним русифицировался и принял форму «Зоны».
Также данный топоним связывается с родом Залайр-Узон, ведущим родословную от брата Чингисхана Узона и с бурятским или киргизским словом зон — «люди», «народ».

## История
Населённый пункт впервые отмечен на карте в 1874 году. На то время его постоянное население составляло 22 человека. На 1878 год постоянное население улуса составляло уже 277 человек.

## Экономика
Ранее в населённом пункте функционировал хромовый завод.
В настоящее время в Зонах работает сельскохозяйственный производственный кооператив (СХПК) «Страна Советов», специализирующийся на растениеводстве, животноводстве и пчеловодстве. На предприятии насчитывается около 120 постоянных сотрудников. Ему принадлежат находящиеся в селе пилорама, пекарня, 2 мельницы, откормочная база и молочный цех. Данное предприятие признано одним из лучших сельхозпредприятий Аларского района.

## Инфраструктура
В селе функционирует средняя образовательная школа, в которой работает краеведческий кружок, в ближайшее время планируется создание школьного музея, 
Детский сад, Дом Культуры.

## Население
| 2002 | 2010 | 2011 | 2012 |
| ---- | ---- | ---- | ---- |
| 823  | ↘607 | ↘605 | ↘591 |

Национальный состав
В селе проживают русские, буряты, а также некоторое количество переселенцев из Европы, среди которых украинцы, белорусы, татары.